# Freddie Little
Freddie Little (* 25. April 1936 in Picayune, Mississippi, USA) ist ein ehemaliger US-amerikanischer Boxer im Halbmittelgewicht.
Am 17. März im Jahre 1969 boxte Little gegen seinen Landsmann Stanley Hayward um die vakanten Weltmeistertitel der Verbände WBC und WBA und siegte durch einstimmigen Beschluss über 15 Runden.
Am 20. März 1970 boxte er in Berlin gegen den damaligen Europameister Gerhard Piaskowy und besiegte ihn in 15 Runden nach Punkten.